# Tituly a vyznamenání Todora Živkova

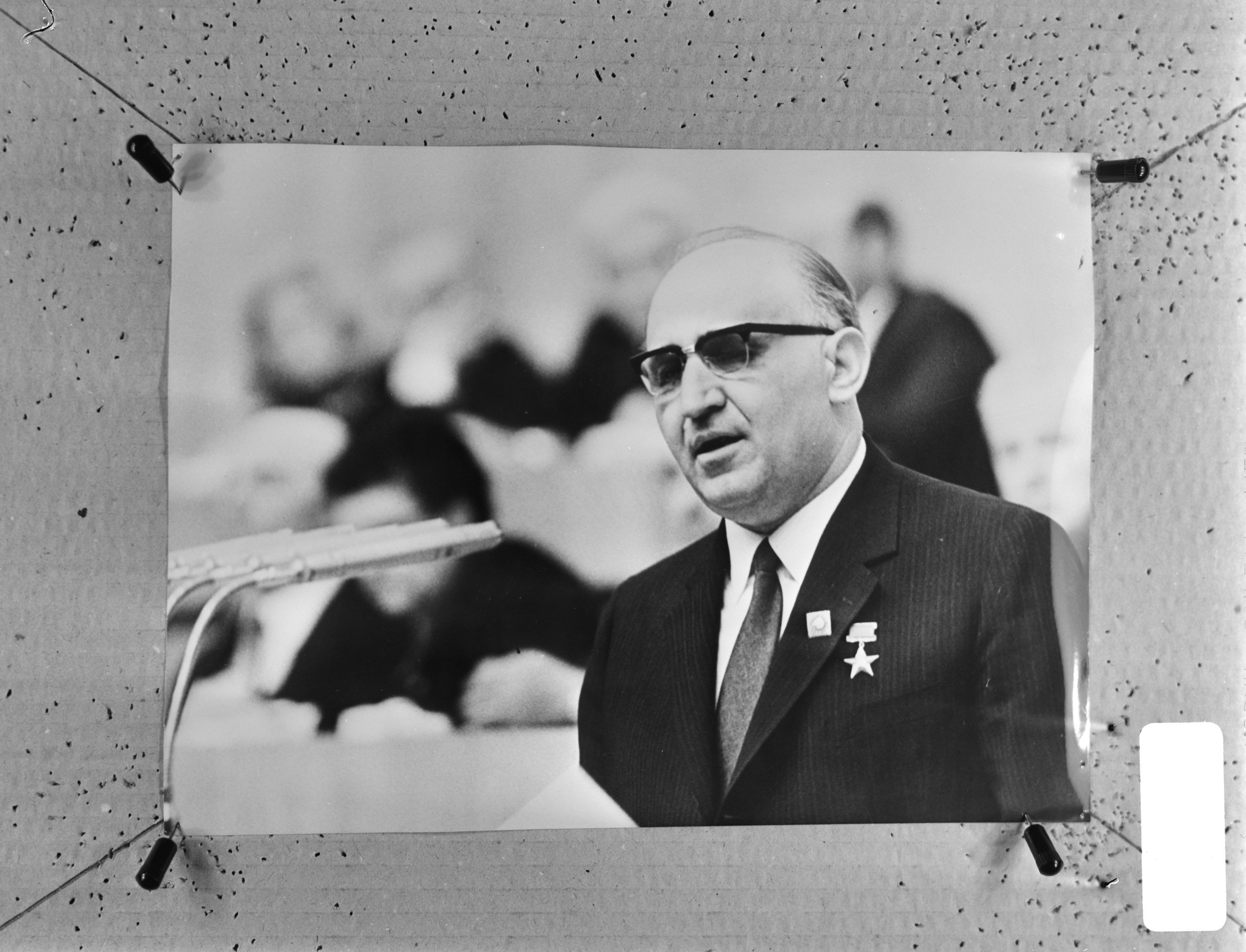
Todor Živkov se Zlatou hvězdou

Todor Živkov, generální tajemník Ústředního výboru Bulharské komunistické strany, obdržel během svého života řadu bulharských i zahraničních řádů a medailí.

## Vyznamenání

### Bulharská vyznamenání

#### Čestné tituly
- Hrdina Bulharské lidové republiky – 1971 a 1981
- Hrdina socialistické práce – 1961

#### Řády, medaile a další ocenění
- Řád Georgiho Dimitrova – 1966, 1971, 1981 a 1986
- Dimitrovova cena – 1976
- Medaile 1300 let Bulharska – 1984
- Medaile 30. výročí vítězství nad Německem – 1975
- Medaile 40. výročí vítězství nad hitlerovským fašismem – 1981[1]
- Medaile 40. výročí socialistického Bulharska – 1984
- Medaile 90. výročí narození Georgiho Dimitrova – 1972
- Pamětní medaile 100. výročí narození Georgiho Dimitrova – 1982
- Pamětní medaile 25. výročí vlády lidu – 1969
- Medaile 50. výročí lidového povstání 1923 – 1973
- Medaile vlastenecké války 1944–1945 – 1947
- Medaile 100. výročí dubnového povstání 1876 – 1976
- Medaile 100. výročí osvobození Bulharska z osmanského područí – 1978

### Zahraniční vyznamenání
- Československo
  -  Řád Klementa Gottwalda – 17. září 1981[2]
  -  Řád republiky – 26. září 1986[3]
- Egypt
  -  Řád Nilu
- Francie
  -  velkokříž Řádu čestné legie
- Japonsko
  -  Řád chryzantémy
- Jugoslávie
  -  Řád jugoslávské hvězdy
- Kuba
  -  Řád José Martího – 1979[4][5]
  -  Řád Playa Girón – 1982[6]
- Mexiko
  -  řádový řetěz Řádu aztéckého orla
- Mongolsko
  -  Süchbátarův řád – 1973
- Portugalsko
  -  velkokříž s řetězem Řádu prince Jindřicha – 21. srpna 1979[7][8]
- Rumunsko
  -  Řád vítězství socialismu
- Řecko
  -  Řád Spasitele
- Sovětský svaz
  -  Hrdina Sovětského svazu č. 11281 – 31. května 1977 – za jeho přínos k boji proti fašismu za druhé světové války
  -  Leninův řád – 1971 a 1981[9]
  -  Řád Říjnové revoluce
- Sýrie
  -  Řád za občanské zásluhy
- Východní Německo
  -  Řád Karla Marxe – udělen třikrát